# 宣传单曲
宣传单曲是唱片公司为宣传即将发行的单曲或整张专辑而发行的单曲。电台、夜店、音乐出版商和其他媒体机构可得到宣传单曲。有时甚至当一首歌以宣传单曲发行时并无商业渠道可以购买。宣传单曲流通量较小仅面向专业DJ，但音乐收藏家往往不惜高价买下这些唱片。

## 分发渠道
- 电台分发
- 夜店分发
- 实体CD分发
- 在线分发

## 与正式主打单曲的区别
宣传单曲的宣传成本比主打单曲的宣传成本小很多。主打单曲会派送至电台并出钱要求电台播放从而促进单曲的销售，而宣传单曲不会要求电台强制播放，因此一般而言正式单曲的榜单表现会比宣传单曲好很多。在美国一般宣传单曲能进入告示牌百强单曲榜就是不错的成绩，榜单停留时间一般很短。若宣传单曲的销售状况超出预期，也有可能会被唱片公司重视而成为正式单曲，例如凱蒂·佩芮的冠军单曲《黑马》原本只是和《无条件爱你》同期发行的宣传单曲，但最后前者因为下载量高居不下而成为正式单曲。
有时在专辑正式打单之前会放出宣传单曲作为市场试水，来确定后期打单的预算。

## 在专辑发行倒數計時中的应用
iTunes等其他在线音乐商店往往会在专辑发行前一周开展专辑倒數計時活动，预售专辑的部分曲目。这些曲目作为宣传单曲发行，提供宣传整张专辑的作用。